# Prisa
Prisa (Akronym für Promotora de Informaciones S.A) mit Sitz in Madrid ist eine börsennotierte, weltweit führende spanisch- und portugiesischsprachige Mediengruppe in Bildung, Nachrichten und Informationen und Unterhaltung. Sie ist in 22 Ländern aktiv.

## Hintergrund
Das Unternehmen wurde 1972 von Jesús de Polanco gegründet; mitgegründet wurde Prisa von José Ortega Spottorno, einem der Söhne des spanischen Philosophen José Ortega y Gasset.
Zu den Massenmedien der Prisa-Gruppe gehören unter anderem die Tageszeitung El País, die täglich erscheinende Sportzeitung Diario As und das Wirtschaftsblatt Cinco Días. Außerdem gehören einige der wichtigsten Radiosender des Landes zur Prisa, vor allem die meistgehörte Senderkette Cadena SER, sowie Musiksender wie Los 40 Principales, M80, Cadena Dial, Máxima FM oder Radio Olé. Zum Konzern zählt auch der TV-Anbieter Sogecable mit dem vierten Fernsehkanal Cuatro und dem Bezahlfernseh-Angebot Canal+.
Im Jahr 2010 stieg der Unternehmer Nicolas Berggruen mit 900 Mio. US-Dollar bei Prisa ein. Mit dem Einstieg bei Prisa erhält Berggruens Investorengruppe die Mehrheit am Kapital der spanischen Mediengruppe. Der bisherige Haupteigentümer, die Polanco-Familie, reduziert ihren Anteil von 70 auf 30 Prozent.
In Kolumbien betreibt die Prisa mit Caracol Televisión den meistgesehenen Radio- und TV-Sender des Landes.
Die Prisa-Gruppe steht der sozialdemokratischen spanischen Partei PSOE nahe; sowohl im Radiomarkt als auch bei den Zeitungen sind die größten Konkurrenten jeweils eher dem konservativen Lager zuzurechnen.

## Marken, die zu Prisa gehören
- Zeitungen:
  - El País, Tageszeitung
  - Diario As Sportzeitung
  - Cinco Días Wirtschaftszeitung
- Radio:
  - Cadena SER Nachrichtensender
  - Los 40 Principales Musiksender
  - M80 Radio Musiksender
  - Cadena Dial Musiksender
  - Máxima FM Musiksender
  - Radio Olé Musiksender
  - Media Capital besitzt Radiosender in Portugal (Rádio Comercial, Rádio Clube, …)
  - Caracol Radio (Kolumbien)
  - Ibero Americana Radio Chile (IARC) mit zahlreichen chilenischen Radiosendern (darunter Radio ADN und andere)
- Fernsehen:
  - Sogecable: (u. a. mit Telefónica)
    - Cuatro
    - Movistar Plus+
    - Pretesa und Localia TV Fernsehnetzwerk

  - Media Capital:
    - TVI
- Verlagskonglomerate:
  - Grupo Santillana
    - Alfaguara (Verlag)
    - Taurus